# Triumph of the Spirit
Triumph of the Spirit is een dramafilm uit 1989. De film is geregisseerd door Robert M. Young en gebaseerd op de ervaringen van Salamo Arouch in het concentratiekamp Auschwitz. Willem Dafoe speelt de rol van Aurouch.

## Verhaal
Salamo Arouch is een Griekse topbokser. Maar Arouch is ook een jood, en omdat de Tweede Wereldoorlog begonnen is worden hij en zijn familie naar het dodenkamp Auschwitz-Birkenau gebracht. Daar wordt hij van onder andere zijn grote liefde, Marta Yechiel, gescheiden. Het leven in het kamp is slecht en de gevangenen worden voortdurend mishandeld en gekoeioneerd door de gemene kapo's. Als hij op een dag weigert verder te werken wordt hij aangevallen door een brute kapo. Aurouch wint het gevecht en wordt daarom door de SS gevraagd deel te nemen aan boksgevechten in het kamp. Door te winnen krijgt Arouch bepaalde privileges van een SS-officier die op hem inzet, maar als hij verliest gaat hij naar de gaskamers.
Arouch neemt het aanbod aan en wint alle gevechten waaraan hij meedoet. Dit levert hem, behalve extra voedsel, ook goede connecties op. Zo raakt hij bevriend met een invloedrijke zigeuner uit zijn deel van het kamp. Hierdoor krijgen hij en zijn familie meer kans om te overleven. Zijn broer wordt echter vermoordt als hij weigert in het crematorium te werken. En ondanks alles komt zijn vader ook op de lijst van mensen die naar de gaskamers gaan.
Ondanks al zijn verdriet blijft Arouch de boksgevechten winnen. De SS-officier, die door hem veel geld verdient, regelt een beter baantje voor hem. Tijdens het werk ontmoet Arouch een oude vriend die hem vraagt mee te werken aan een verzetsactie: het opblazen van een crematorium. Voordat hij een besluit kan nemen ontstaat er onrust in het kamp door een andere verzetsactie. In de paniek die ontstaat ontmoet Arouch Martha weer. Hij belooft haar, dat als hij de verschrikkingen van het kamp overleeft, hij haar zal gaan zoeken.
De Duitsers stellen in Auschwitz weer orde op zaken, maar het einde van de oorlog is nabij. De Russen naderen Auschwitz en de Duitsers voeren een ware terreur door in het kamp. Arouch blijft winnen in de boksring. Hij krijgt een betere baan in het crematorium. Dit betaalt goed in voedsel en andere luxe artikelen. Als Arouch in het crematorium is vindt de verzetsactie plaats. Een aantal joden overmeesteren de bewakers, zoeken dekking en laten het crematorium exploderen. Arouch wordt, samen met een aantal andere joden, opgepakt en opgesloten. Elke dag vinden er executies van gevangenen plaats, waardoor Arouch uiteindelijk met nog maar een opgepakte overblijft. Voordat de Duitsers Arouch ook kunnen executeren, wordt het kamp bevrijd door de Russen.
Na de bevrijding constateert Arouch dat iedereen van wie hij hield in het kamp is overleden en dat hij alleen nog maar Martha heeft. Aurouch wordt vrijgelaten en gaat op zoek naar Martha.
In de aftiteling wordt vermeld dat Arouch haar vindt en met haar trouwt. In Israël stichten ze een groot gezin. Salamo Arouch is op 26 april 2009, op 87-jarige leeftijd, overleden.

## Rolverdeling
| Acteur              | Personage                                  |
| ------------------- | ------------------------------------------ |
| Willem Dafoe        | Salamo Arouch                              |
| Edward James Olmos  | Zigeuner                                   |
| Robert Loggia       | Vader van Aurouch                          |
| Wendy Gazelle       | Marta Yechiel (In de film Allegra genoemd) |
| Kelly Wolf          | Elena                                      |
| Costas Mandylor     | Avram Aurouch                              |
| Kario Salem         | Jacko                                      |
| Edward Zentara      | Jaruch                                     |
| Hartmut Becker      | Majoor Rausch                              |
| Burkhard Heyl       | Recherhand van Rausch                      |
| Zofia Saretok       | Momma                                      |
| Grazyna Krukówna    | Zuster Julie                               |
| Karolina Twardowska | Bemmi                                      |
| Juranda Krol        | Sarah                                      |
| Wiktor Mlynarczyk   | Beppo                                      |

## Achtergrond
Young was aanvankelijk terughoudend in het regisseren van de film. Hij vond het script te omvangrijk voor een film. Toen hij een kleiner script kreeg aangeboden ging hij akkoord.
De film werd opgenomen met een budget van 12 miljoen dollar. De crew kreeg toestemming om te filmen in Auschwitz-Birkenau. Ook zijn enkele scènes opgenomen in Israël.
The New York Times prees in zijn recensie van de film de acteurs, met name Dafoe en Robert Loggia, maar gaf de film in zijn algemeen een negatieve beoordeling.